# Juventus FC
A Juventus Football Club, rövidítve Juventus FC vagy egyszerűen Juventus (latin: iuventus vagyis fiatalság) olasz labdarúgóklubot 1897-ben alapították. A klub székhelye Olaszországban, Torinóban van. A világ egyik legjelentősebb, és egyben legsikeresebb olasz labdarúgócsapata. Ötvenöt trófeát nyert a csapat, közte harminchat bajnoki címet, tizennégy olasz kupát és nyolc olasz szuperkupát. Európában a harmadik legsikeresebb klub és a világon a hatodik legtöbb trófeát szerezték meg, amit eddig a FIFA feljegyzett. A címek között szerepel két BL-cím (BEK-et is beleszámítva), valamint három UEFA-kupa.
Olaszországban a Juventusnak van a legtöbb szurkolója (főleg délen), és a világon is az egyik legnagyobb szurkolótáborral rendelkezik (kb. 170 millió fő).
Jelenleg Torinóban, a klub saját építésű stadionjában, a 2011. szeptember 8-án használatba vett Juventus Arenában játsszák mérkőzéseiket, amely régi stadionjuk, a Stadio delle Alpi (Alpok Stadion) helyén épült fel.
A csapat Olaszországban több másik klubbal is rivalizál, főként a helyi rivális Torinóval. Ezt a mérkőzést Derby della Mole-nak hívják, és fokozottan nagy érdeklődés kíséri. A legnagyobb olasz rangadó mérkőzés, a derby d’Italia viszont a Juventus−Inter összecsapás, főként a 2006-os labdarúgó-botrány (calciopoli) óta.
A Juventus alapító tagja volt a már azóta megszűnt G-14-nek, amely Európa tizennégy (2002-től tizennyolc) legbefolyásosabb labdarúgóklubját foglalta magában.

## Története

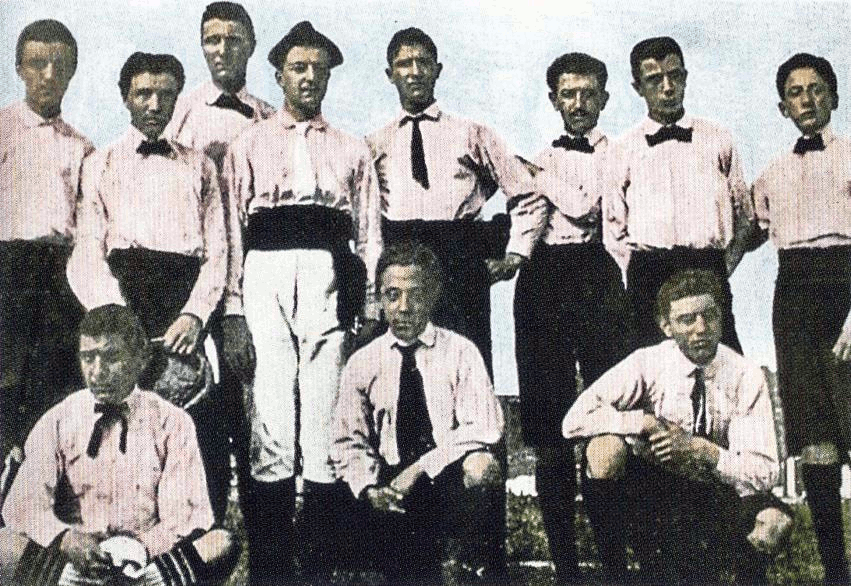
Az első Juve

Alfredo Armano, Giocchino Armano, Eugenio Canfari, Enrico Canfari, Francesco Daprá, Domenico Donna, Carlo Ferrero, Luigi Forlano, Luigi Gibezzi, Umberto Malvano, Enrico Piero Molinatti, Umberto Savoria és Vittorio Varetti. Ők tizenhárman alapították a csapatot 1897-ben. Mindannyian a közeli Maaimo D’Azeglio gimnáziumba jártak és 17–18 évesek voltak. A csapat első elnöke Enrico Canfari lett. A csapat alapításakor három név között morfondíroztak a vezetők: Societá Via Fort (Erőd utcai társaság), Societá Sportiva Massimo d’Azeglio (azegliói legnagyobb sporttársaság), Sport Club Juventus (fiatalság sportklub). Végül hosszas viták után az utóbbi lett a befutó. 1898-ban játszotta első (természetesen barátságos) meccsét a helyi rivális FC Torinese ellen (ami nem a mai Torino). Az Olasz labdarúgó-szövetséghez 1900-ban csatlakozott. Az első bajnoki címüket 1905-ben sikerült megnyerniük az akkor még csak három csapatos bajnokságban. Ekkor a csapat egy korábbi stadionjában, a Stadio Motovelodromo Umberto I-ben (I. Umbertó Motorkerékpár Stadion) játszott. Ebben az időben a klub mezszíne rózsaszín volt. A jelenleg is használt fekete-fehér csíkos mezre kényszerből tértek át, amikor az Angliából küldött mezek kissé eltértek a megrendelttől.
A következő években folyamatosan fejlődött a csapat, ám az igazi fellendülés az I. világháború után következett be. A csapat első jelentősebb edzője a magyar Károly Jenő volt, aki 1926-ban ismét bajnoki címhez vezette a csapatot. Ezután 1930-ban következett a harmadik elsőség, melyet további négy követett. E korszakban több jelentős labdarúgó is képviselte a klubot, köztük Combi, Rosetta, Bigatto, Monti, Cesarini, Ferrari, Borel és Bertolini. A csapat ekkorra már európai szinten is meghatározó volt. Szerepeltek az akkori Európa Kupában (a mai UEFA-bajnokok ligája elődje), valamint az olasz válogatott is ekkor ünnepelte 1934-es világbajnoki címét. 1933-ban a klub stadionja is megváltozott. A Stadio Olimpico di Torino (Torinói Olimpiai Stadion) egészen 1990-ig fogadta az ellenfeleket. 1947-ben Gianni Agnelli lett a Juventus elnöke egészen 1955-ig, majd öccse, Umberto Agnelli és később Vittore Catella vette át ezt a posztot. Ezekben az időszakokban hét bajnoki cím valamint három olasz kupa került a vitrinbe. 1971-től az egykori játékos Giampiero Boniperti (aki százhetvenhét gólig jutott) lett az elnök. Ténykedése alatt kilenc bajnoki és négy kupaelsőséget ért el a „Juve”, valamint megnyerték az UEFA-kupát is. Az ezt követő időszakban olyan labdarúgók fordultak meg a csapatban, mint Dino Zoff, Gaetano Scirea, Marco Tardelli, Antonio Cabrini, Franco Causio, Roberto Bettega, Paolo Rossi vagy épp Michel Platini. Utóbbi öt év alatt két bajnoki címet, egy BEK-trófeát, egy EB-elsőséget, három gólkirályi címet és három Aranylabdát nyert, így mondható, hogy a Juventus egyik kiemelkedő alakja volt.
A csapat ezután 1993-ban ismét elhódította az UEFA-kupát, majd 1996-ban a Bajnokok Ligáját (utóbbit másodszor). Ez idő alatt kezdte meg a klubnál karrierjét a „Juve” egyik ikonja, Alessandro Del Piero, aki 2012-ig szolgálta az egyesületet. Ekkor a csapatot kétszer is irányította a korábbi olasz szövetségi kapitány Marcello Lippi. Az ő nevéhez fűződik többek közt a 25. bajnoki cím megszerzése is, valamint a francia Zinédine Zidane szerződtetése. 2006-ban a klubot bundabotrány miatt a Serie B-be sorolták vissza. Ez volt az első alkalom, hogy nem az első osztály tagja volt a klub. A botrány következtében két bajnoki címüket is elvették, de még így is Olaszországban rekordmennyiségű (28) bajnoki címük maradt. A száműzetés csupán egy évig tartott, majd a feljutás után a csapat igyekezett újra nevéhez méltóan szerepelni a bajnokságban és a nemzetközi porondon is. Az újabb trófeára azonban egészen 2012-ig kellett várni. 2011-ben ugyanis az egykori legendás Juventus-játékos és csapatkapitány, Antonio Conte lett a klub edzője. Sikerült visszahoznia a csapathoz a „spirito Juve” szellemiséget, és vezetésével veretlenül lett bajnok a csapat, ami a húsz csapatot összefogó Serie A történetében azelőtt senkinek sem sikerült. A Juventus ebben az évben a Coppa Italia döntőjébe is bejutott. Ezen a mérkőzésen, május 20-án búcsúzott el a csapattól talán legnagyobb legendája, Alessandro Del Piero, aki tizenkilenc szezonon át szolgálta a Juventust, valamint csúcstartó a klubnál a lejátszott mérkőzések és lőtt gólok számában is.

## Eredmények

### Hazai
- Olasz bajnokság – Serie A

Bajnok (36 – rekord): 1905, 1925–26, 1930–31, 1931–32, 1932–33, 1933–34, 1934–351, 1949–50, 1951–52, 1957–58, 1959–60, 1960–61, 1966–67, 1971–72, 1972–73, 1974–75, 1976–77, 1977–78, 1980–81, 1981–82, 1983–84, 1985–86, 1994–95, 1996–97, 1997–98, 2001–02, 2002–03, 2004–052, 2005–062, 2011–12, 2012–13, 2013–14, 2014–15, 2015–16, 2016–17, 2017–18, 2018–19, 2019–201
1 A sorozatban kilenc bajnoki cím olasz rekord.
2 A 2004–05-ös és a 2005–06-os címet bundabotrány következtében elvették. Az előbbi címet nem adták oda másnak sem, míg az utóbbit a milánói Internazionale kapta meg.
- Olasz bajnokság – Serie B

Bajnok (1): 2006–07
- Olasz kupa – Coppa Italia

Győztes (14 – rekord): 1937–38, 1941–42, 1958–59, 1959–60, 1964–65, 1978–79, 1982–83, 1989–90, 1994–95, 2014–15, 2015–16, 2016–17, 2017–18, 2020–21
Döntős (5): 1972–73, 1991–92, 2001–02, 2003–04, 2011–12
- Olasz szuperkupa – Supercoppa Italiana

Győztes (9 – rekord): 1995, 1997, 2002, 2003, 2012, 2013, 2015, 2018, 2020
Döntős (8): 1990, 1998, 2005, 2014, 2016, 2017, 2019, 2021

### Nemzetközi
- BEK/BL

Győztes (2): 1984–85, 1995–96
Döntős (7): 1972–73, 1982–83, 1996–97, 1997–98, 2002–03, 2014–15, 2016–17
- KEK

Győztes (1): 1983–84
- UEFA-kupa

Győztes (3 – rekord): 1976–77, 1989–90, 1992–93
Döntős (1): 1994–95
- Intertotó-kupa

Győztes (1): 1999
- UEFA-szuperkupa

Győztes (2): 1984, 1996
- Interkontinentális kupa

Győztes (2): 1985, 1996
Döntős (1): 1973

## Stadionok
Az első két évben (1897, 1898) a csapat a Parco del Valentinon és Parco Cittadellán játszotta a mérkőzéseket. Ezután 1908-ig a Piazza d’Armi (Hadsereg tere) stadionban játszottak. Kivéve 1905-öt és 1906-ot, amikor is a Corso Re Umberto adott otthont a klubnak.
1909-től 1922-ig a Corso Sebastopoli táborban játszottak. 1923-tól a Corso Marsiglia stadiont használták, ahol négy bajnoki címet is nyertek. 1933-tól az 1934-es labdarúgó-világbajnokságra készített torinói olimpiai stadiont bérelték egészen 1990-ig. Ez idő alatt a csapat 890 bajnoki mérkőzést játszott le és tizenhét bajnoki címet szerzett.
1990-től a Stadio delle Alpi adott otthon a csapat hazai mérkőzéseinek, melyet az 1990-es labdarúgó-világbajnokságra készítettek el. A létesítményt a Torinóval együtt bérelték. Ez idő alatt öt bajnoki címet ünnepelhetett a klub.
2006-ban a csapat ismét visszatért az olimpiai stadionba, ahol egészen 2011-ig játszott. Jelenleg a klub saját építésű stadionjában, a 2011. szeptember 8-án használatba vett, 41 000 néző befogadására képes Juventus Arenában játssza a mérkőzéseit, amely a Stadio delle Alpi helyén épült fel.

## Rekordok, érdekességek

### Rekordok
| Legtöbb pont:                          | 102 (Serie A 2013–14)                           |
| Legkevesebb pont:                      | 29 (Serie A 1938–39 és Serie A 1961–62)         |
| Legnagyobb arányú hazai győzelem:      | 9–1 (Az Internazionale ellen)                   |
| Legnagyobb arányú hazai vereség:       | 1–7 (Az AC Milan ellen)                         |
| Legnagyobb arányú idegenbeli győzelem: | 7–0 (A Pro Patria ellen)                        |
| Legnagyobb arányú idegenbeli vereség:  | 0–6 (Az Internazionale ellen)                   |
| Legtöbb gól:                           | 290 (Del Piero)                                 |
| Legtöbb gól egy szezonon belül:        | 37 (2019-20) Cristiano Ronaldo                  |
| Legtöbb gól egy mérkőzésen:            | 6 (Omar Sivori az Internazionale ellen)         |
| Legtöbb néző a delle Alpiban:          | 67 229 (2003. május 15. – Juventus−Real Madrid) |
| Legkevesebb néző a delle Alpiban:      | 237 (2001. december 12. – Juventus−Sampdoria)   |
| Legtöbb mérkőzés:                      | 705 (Del Piero)                                 |
| Legtöbb válogatottság:                 | 176 (Gianluigi Buffon)                          |

| A klub tíz legdrágább igazolása |                |               |            |
| Név                             | Honnan         | Ár            | Szezon     |
| Cristiano Ronaldo               | Real Madrid CF | 105 millió €  | 2018 nyara |
| Gonzalo Higuaín                 | SSC Napoli     | 90 millió €   | 2016 nyara |
| Dusan Vlahovic                  | ACF Fiorentina | 81,6 millió € | 2022 tele  |
| Gianluigi Buffon                | Parma          | 54 millió €   | 2001 nyara |
| Pavel Nedvěd                    | Lazio          | 41,2 millió € | 2001 nyara |
| Lilian Thuram                   | Parma          | 35 millió €   | 2001 nyara |
| Paulo Dybala                    | Palermo        | 32 millió €   | 2015 nyara |
| Emerson                         | AS Roma        | 28 millió €   | 2004 nyara |
| Marco Di Vaio                   | Parma          | 26 millió €   | 2002 nyara |
| Alex Sandro                     | FC Porto       | 26 millió €   | 2015 nyara |
| Marcelo Salas                   | Lazio          | 25 millió €   | 2001 nyara |
| Felipe Melo                     | Fiorentina     | 25 millió € 1 | 2009 nyara |
| Diego                           | Werder Bremen  | 24,5 millió € | 2009 nyara |

1 Az átigazolási ár tartalmazza Marco Marchionni 4,5 millió eurós vételárát is.

2 Az átigazolási ár tartalmazza Antonio Nocerino 7,5 millió eurós vételárát is.

## Szakmai stáb
Legutóbb 2021. május 28-án lett frissítve.
| Megnevezés                               | Név                   |
| Szakmai edzők                            | Szakmai edzők         |
| ---------------------------------------- | --------------------- |
| Vezetőedző                               | Massimiliano Allegri  |
| Segédedző                                | Giovanni Martusciello |
| További edzők                            | Marco Ianni           |
| További edzők                            | Gianni Picchioni      |
| További edzők                            | Loris Beoni           |
| Kapusedző                                | Claudio Filippi       |
| Kapusedző                                | Massimo Nenci         |
| Erőnlét                                  |                       |
| Erőnléti vezető                          | Daniele Tognaccini    |
| Erőnléti edzők                           | Andrea Pertusio       |
| Erőnléti edzők                           | Davide Losi           |
| Erőnléti edzők                           | Enrico Maffei         |
| Erőnléti edzők                           | Duccio Ferrari Bravo  |
| Erőnléti edzők                           | Davide Ranzato        |
| Sporttudomány                            |                       |
| Sporttudományi vezető                    | Roberto Sassi         |
| Sporttudományi szakértő és erőnléti edző | Antonio Gualtieri     |
| Sporttudományi tiszt                     | Darragh Connolly      |
| Csapatorvosok                            |                       |
| Csapatorvos vezetője                     | Luca Stefanini        |
| Csapatorvos                              | Nikos Tzouroudis      |
| Csapatorvosi medikus                     | Marco Freschi         |
| Mérkőzés elemzők                         |                       |
| Mérkőzés elemzők vezetője                | Riccardo Scirea       |
| Mérkőzés elemző                          | Domenico Vernamonte   |
| Mérkőzés elemző                          | Giuseppe Maiuri       |

## Jelenlegi játékosok
Lásd még: A Juventus FC játékosainak listája
Utolsó módosítás: 2025. február 4.
A vastaggal szedett játékosok felnőtt válogatottsággal rendelkeznek.
A dőlttel szedett játékosok kölcsönben szerepelnek a klubnál.
| Mezszám                 | Név                                                             | Nemzetiség                                      | Születési hely   | Születési idő (kor)            | Korábbi csapat                        | Érték(€)    | Szerződés lejárta |
| Kapusok                 | Kapusok                                                         | Kapusok                                         | Kapusok          | Kapusok                        | Kapusok                               | Kapusok     | Kapusok           |
| ----------------------- | --------------------------------------------------------------- | ----------------------------------------------- | ---------------- | ------------------------------ | ------------------------------------- | ----------- | ----------------- |
| 1                       | Mattia Perin                                                    | Olaszország                                     | Latina           | 2002. november 10. (22 éves)   | Sablon:Country data olasz Genoa CFC   | 3 000 000   | 2027.06.30.       |
| 23                      | Carlo Pinsoglio                                                 | Olaszország                                     | Moncalieri       | 1990. március 16. (35 éves)    | Vicenza Calcio                        | 200 000     | 2026.06.30.       |
| 29                      | Michele Di Gregorio (kölcsönben az Monzától)                    | Olaszország                                     | Milánó           | 1997. július 27. (28 éves)     | AC Monza                              | 18 000 000  | 2025.06.30.       |
| Védők                   |                                                                 |                                                 |                  |                                |                                       |             |                   |
| 2                       | Alberto Costa                                                   | Portugália                                      | Santo Tirso      | 2003. szeptember 29. (21 éves) | Vitória SC                            | 10 000 000  | 2029.06.30.       |
| 3                       | Gleison Bremer                                                  | Brazília                                        | Itapitanga       | 1997. március 18. (28 éves)    | Torino FC                             | 50 000 000  | 2029.06.30.       |
| 4                       | Federico Gatti                                                  | Olaszország                                     | Rivoli           | 1998. június 24. (27 éves)     | Frosinone Calcio                      | 25 000 000  | 2028.06.30.       |
| 6                       | Lloyd Kelly (kölcsönben a Newcastle United csapatától)          | Anglia · Jamaica                                | Bristol          | 1998. október 6. (26 éves)     | Newcastle United FC                   | 18 000 000  | 2025.06.30.       |
| 15                      | Pierre Kalulu (kölcsönben az AC Milantól)                       | FRA · COD                                       | Lyon             | 2000. június 5. (25 éves)      | AC Milan                              | 26 000 000  | 2025.06.30.       |
| 27                      | Andrea Cambiaso                                                 | Olaszország                                     | Genova           | 2000. február 20. (25 éves)    | Genoa CFC                             | 40 000 000  | 2029.06.30.       |
| 32                      | Juan Cabal                                                      | Kolumbia                                        | Cali             | 2001. január 8. (24 éves)      | Hellas Verona                         | 9 000 000   | 2029.06.30.       |
| 37                      | Nicolò Savona                                                   | Brazília                                        | Catanduva        | 2003. március 19. (22 éves)    | Utánpótlásból került fel              | 14 000 000  | 2029.06.30.       |
| 40                      | Jonas Rouhi                                                     | Svédország · Marokkó                            | Botkyrka         | 2004. január 7. (21 éves)      | Utánpótlásból került fel              | 2 000 000   | 2028.06.30.       |
| Középpályások           |                                                                 |                                                 |                  |                                |                                       |             |                   |
| 5                       | Manuel Locatelli                                                | Olaszország                                     | Lecco            | 1998. január 8. (27 éves)      | US Sassuolo Calcio                    | 28 000 000  | 2028.06.30.       |
| 8                       | Teun Koopmeiners                                                | Hollandia                                       | Castricum        | 1998. február 28. (27 éves)    | Sablon:Country data olasz Atalanta BC | 50 000 000  | 2029.06.30.       |
| 16                      | Weston McKennie                                                 | Amerikai Egyesült Államok                       | Fort Lewis       | 1998. augusztus 28. (26 éves)  | FC Schalke 04                         | 24 000 000  | 2026.06.30.       |
| 17                      | Vasilije Adzić                                                  | Montenegró                                      | Nikšić           | 2006. május 12. (19 éves)      | FK Budućnost Podgorica                | 3 000 000   | 2029.06.30.       |
| 19                      | Khéphren Thuram                                                 | Franciaország · Guadeloupe                      | Reggio Emilia    | 2001. március 26. (24 éves)    | OGC Nice                              | 35 000 000  | 2029.06.30.       |
| 21                      | Nicolò Fagioli                                                  | Olaszország                                     | Piacenza         | 2001. február 12. (24 éves)    | Utánpótlásból került fel              | 20 000 000  | 2028.06.30.       |
| 26                      | Douglas Luiz                                                    | Brazília                                        | Rio de Janeiro   | 1998. május 9. (27 éves)       | Aston Villa FC                        | 45 000 000  | 2029.06.30.       |
| Támadók                 |                                                                 |                                                 |                  |                                |                                       |             |                   |
| 7                       | Francisco Conceição (kölcsönben a Porto)                        | Portugália                                      | Coimbra          | 2002. december 14. (22 éves)   | FC Porto                              | 36 000 000  | 2025.06.30.       |
| 9                       | Dušan Vlahović                                                  | SRB                                             | Belgrád          | 2000. január 28. (25 éves)     | ACF Fiorentina                        | 60 000 000  | 2026.06.30.       |
| 10                      | Kenan Yıldız                                                    | Törökország · Németország                       | Regensburg       | 2005. május 4. (20 éves)       | Utánpótlásból került fel              | 45 000 000  | 2029.06.30.       |
| 11                      | Nicolás González (kölcsönben a Fiorentinatól)                   | ARG · ITA                                       | Belén de Escobar | ACF Fiorentina                 | 35 000 000                            | 2025.06.30. |                   |
| 14                      | Arkadiusz Milik                                                 | lengyel                                         | Tychy            | 1994. február 28. (31 éves)    | Olympique de Marseille                | 4 000 000   | 2026.06.30.       |
| 20                      | Randal Kolo Muani (kölcsönben a Paris Saint-Germain csapatatól) | Franciaország · Kongói Demokratikus Köztársaság | Bondy            | 1998. december 5. (26 éves)    | Paris Saint-Germain FC                | 30 000 000  | 2025.06.30.       |
| 22                      | Timothy Weah                                                    | Amerikai Egyesült Államok · Franciaország       | New York         | 2000. február 22. (25 éves)    | Lille OSC                             | 17 000 000  | 2028.06.30.       |
| 51                      | Samuel Mbangula                                                 | Belgium · COD                                   | Vercelli         | 2004. január 16. (21 éves)     | Utánpótlásból került fel              | 8 000 000   | 2028.06.30.       |
| Kölcsönadott játékosok  |                                                                 |                                                 |                  |                                |                                       |             |                   |
| Név                     | Poszt                                                           | Nemzetiség                                      | Születési hely   | Születési idő (kor)            | Kölcsönben itt                        | Érték (€)   | Kölcsön lejárta   |
| Stefano Gori            | kapus                                                           | Olaszország                                     | Brescia          | 1996. március 9. (29 éves)     | Spezia Calcio                         | 500 000     | 2025.06.30.       |
| Luca Pellegrini         | védő                                                            | Olaszország                                     | Róma             | 1999. március 7. (26 éves)     | SS Lazio                              | 3 500 000   | 2025.06.30.       |
| Daniele Rugani          | védő                                                            | Olaszország                                     | Lucca            | 1994. július 29. (31 éves)     | AFC Ajax                              | 3 500 000   | 2025.06.30.       |
| Matteo De Sciglio       | védő                                                            | Olaszország                                     | Milánó           | 1992. október 20. (32 éves)    | Empoli FC                             | 1 000 000   | 2025.06.30.       |
| Thiago Djaló            | védő                                                            | Portugália · Bissau-Guinea                      | Amadora          | 2000. április 9. (25 éves)     | FC Porto                              | 12 000 000  | 2025.06.30.       |
| Facundo González        | védő                                                            | Uruguay · Olaszország                           | Montevideo       | 2003. június 6. (22 éves)      | Feyenoord                             | 4 000 000   | 2025.06.30.       |
| Filip Kostić            | középpályás                                                     | Horvátország                                    | Róma             | 1999. június 24. (26 éves)     | Fenerbahçe SK                         | 6 000 000   | 2025.06.30.       |
| Nicolò Rovella          | középpályás                                                     | Olaszország                                     | Segrate          | 2001. december 4. (23 éves)    | SS Lazio                              | 25 000 000  | 2025.06.30.       |
| Hans Nicolussi Caviglia | középpályás                                                     | Olaszország                                     | Aosta            | 2000. június 18. (25 éves)     | Venezia FC                            | 6 000 000   | 2025.06.30.       |
| Fabio Miretti           | középpályás                                                     | Olaszország                                     | Pinerolo         | 2003. augusztus 3. (22 éves)   | Genoa CFC                             | 12 000 000  | 2025.06.30.       |
| Arthur                  | középpályás                                                     | Brazília                                        | Goiânia          | 1996. augusztus 12. (28 éves)  | Girona FC                             | 5 000 000   | 2025.06.30.       |

## A klub világ- és Európa-bajnok labdarúgói
A lista csak azokat a játékosokat tartalmazza, akiknek az adott időben a klubbal volt szerződése.
| Világbajnokok - Luigi Bertolini (1934) - Felice Borel (1934) - Umberto Caligaris (1934) - Gianpiero Combi (1934) - Giovanni Ferrari (1934) - Luis Monti (1934) - Raimundo Orsi (1934) - Virginio Rosetta (1934) - Mario Varglien (1934) - Alfredo Foni (1938) - Pietro Rava (1938) - Dino Zoff (1982) - Antonio Cabrini (1982) - Claudio Gentile (1982) - Gaetano Scirea (1982) - Marco Tardelli (1982) - Paolo Rossi (1982) - Didier Deschamps (1998) - Zinédine Zidane (1998) - Gianluigi Buffon (2006) - Fabio Cannavaro (2006) - Alessandro Del Piero (2006) - Mauro Camoranesi (2006) - Gianluca Zambrotta (2006) - Blaise Matuidi (2018) | Európa-bajnokok - Luis Del Sol (1964) - Giancarlo Bercellino (1968) - Ernesto Càstano (1968) - Sandro Salvadore (1968) - Michel Platini (1984) - Zinédine Zidane (2000) - Giorgio Chiellini (2020) - Leonardo Bonucci (2020) - Federico Chiesa (2020) - Federico Bernardeschi (2020) |

## A klub elnökei
A klubnak eddig harminc elnöke volt, ebből huszonhét olasz, két svájci és egyetlen francia.

### A Juventus összes eddigi elnökének listája
- Eugenio Canfari (1897–1898)
- Enrico Canfari (1898–1901)
- Carlo Favale (1901–1902)
- Giacomo Parvopassu (1903–1904)
- Alfred Dick (1905–1906)
- Carlo Vittorio Varetti (1907–1910)
- Attilio Ubertalli (1911–1912)
- Giuseppe Hess (1913–1915)
- Gioacchino Armano1 és
 Fernando Nizza1 és
 Sandro Zambelli1 (1915–1918)
- Corrado Corradini (1919–1920)
- Gino Olivetti (1920–1923)
- Edoardo Agnelli (1923–1935)
- Giovanni Mazzonis
 Enrico Craveri (1935–1936)
- Emilio de la Forest de Divonne (1936–1941)
- Pietro Dusio (1941–1947)
- Giovanni AgnelliTE (1947–1954)
- Enrico Craveri2 és
 Nino Cravetto2 és
 Marcello Giustiniani2 (1954–1955)
- Umberto Agnelli (1955–1962)
- Vittore Catella 1962–1971)
- Giampiero BonipertiTE (1971–1990)
- Vittorio Caissotti di Chiusano (1990–2003)
- Franzo Grande StevensTE 2003–2006)
- Giovanni Cobolli Gigli (2006–2009)
- Jean-Claude Blanc (2009–2010)
- Andrea Agnelli (2010–)

Forrás: myjuve.it

Jelmagyarázat: TE Tiszteletbeli elnök 1 A háború időszaka alatti elnökség 2 Átmeneti elnökség

## A klub edzői
A klubnak összesen ötvenhárom edzője volt, köztük harmincnyolc olasz, három-három magyar (Károly Jenő, Viola József, Sárosi György) és csehszlovák, két skót, egy-egy argentin, angol, brazil, paraguayi, francia, svéd és jugoszláv. Ebből tizenhárman ideiglenes edzők voltak. A legtöbb idényt (13) Giovanni Trapattoni vezette, a második Marcello Lippi nyolc évaddal.
- Károly Jenő (1923–1926)
- Viola József (1926–1928)
- George Aitken (1928–1930)
- Carlo Carcano (1930–1935)
- Carlo Bigatto(id.) és
 Benè Gola(id.) (1935)
- Virginio Rosetta (1935–1939)
- Umberto Caligaris (1939–1941)
- Federico Munerati(id.) (1941)
- Giovanni Ferrari (1941–1942)
- /  Luis Monti(id.) (1942)
- Felice Borel (1942–1946)
- Renato Cesarini (1946–1948)
- William Chalmers (1948–1949)
- Jesse Carver (1949–1951)
- Luigi Bertolini (id.) (1951)
- Sárosi György (1951–1953)
- Aldo Olivieri (1953–1955)
- Sandro Puppo (1955–1957)
- Ljubiša Broćić (1957–1959)
- Teobaldo Depetrini(id.) (1959)
- Renato Cesarini (1959–1961)
- Carlo Parola(id.) (1961)
- Carlo Parola (1961–1962)
- Gunnar Gren(id.) és
 Július Korostelev(id.) (1961)
- Paulo Amaral (1962–1964)
- Eraldo Monzeglio(id.) (1964)
- Heriberto Herrera (1964–1969)
- Lùis Carniglia (1969–1970)
- Ercole Rabitti(id.) (1970)
- Armando Picchi (1970–1971)
- Čestmír Vycpálek (1971–1974)
- Carlo Parola (1974–1976)
- Giovanni Trapattoni (1976–1986)
- Rino Marcsehi (1986–1988)
- Dino Zoff (1988–1990)
- Luigi Maifredi (1990–1991)
- Giovanni Trapattoni (1991–1994)
- Marcello Lippi (1994–1999)
- Carlo Ancelotti (1999–2001)
- Marcello Lippi (2001–2004)
- Fabio Capello (2004–2006)
- Didier Deschamps (2006–2007)
- Giancarlo Corradini(id.) (2007)
- Claudio Ranieri (2007–2009)
- Ciro Ferrara (2009–2010)
- Alberto Zaccheroni (2010)
- Luigi Delneri (2010–2011)
- Antonio Conte (2011[17]–2014[18])
- Massimiliano Allegri (2014[19]–2019[20])
- Maurizio Sarri (2019[21]–2020[22])
- Andrea Pirlo (2020[23]–2021)
- Massimiliano Allegri (2021[24]–)

Forrás: myjuve.it

Jelmagyarázat: (id.) Ideiglenes edző

## Mezszponzorok és felszerelés
| Időszak   | Felszerelés | Mezszponzor                                |
| --------- | ----------- | ------------------------------------------ |
| 1979–1989 | Kappa       | Ariston                                    |
| 1989–1992 | Kappa       | Upim                                       |
| 1992–1995 | Kappa       | Danone                                     |
| 1995–1998 | Kappa       | Sony                                       |
| 1998–1999 | Kappa       | D+Libertà digitale / Tele+                 |
| 1999–2000 | Kappa       | CanalSatellite / D+Libertà digitale / Sony |
| 2000–2001 | Lotto       | Sportal.com / Tele+                        |
| 2001–2002 | Lotto       | FASTWEB / Tu Mobile                        |
| 2002–2003 | Lotto       | FASTWEB / Tamoil                           |
| 2003–2004 | Nike        | FASTWEB / Tamoil                           |
| 2004–2005 | Nike        | Sky Sports / Tamoil                        |
| 2005–2007 | Nike        | Tamoil                                     |
| 2007–2010 | Nike        | New Holland (FIAT cégcsoport)              |
| 2010–2012 | Nike        | BetClick és Balocco                        |
| 2012–2015 | Nike        | FIAT S.p.A (Jeep)                          |
| 2015–     | Adidas      | FIAT S.p.A (Jeep)                          |